# Ben-Gurion-Universität im Negev
Die Ben-Gurion-Universität im Negev (hebräisch אוּנִיבֶרְסִיטַת בֶּן-גּוּרִיּוֹן בַּנֶּגֶב Ūnīverssīṭat Ben-Gūrijjōn ba-Negev, arabisch جامعة بن غوريون, englisch Ben-Gurion University of the Negev; kurz: BGU) ist eine akademische Institution im südlichen Israel, deren Hauptstandort in Beʾer Scheva ist.

## Geschichte der Universität
Die Gründung basierte auf der Vision des ersten Ministerpräsidenten Israels David Ben-Gurion, die größte Landreserve Israels, die Wüste Negev, zu besiedeln und zu begrünen. Eng verbunden mit dieser Vision stand die Ermöglichung höherer Bildung im Negev mittels einer Universität, die zugleich auch Angelpunkt für die wirtschaftliche Entwicklung der Wüste sein sollte, in der große natürliche Ressourcen vermutet wurden.
Die ersten Schritte zur Gründung einer Universität wurden 1962 gemacht, als der damalige Bürgermeister Beʾer Schevas, David Tuviajahu, und der Professor Ernst David Bergmann die Gründung einer höheren Bildungsstätte vorschlugen. In diesem Jahr begannen akademische Vorlesungen, durchgeführt von Dozenten des Weizmann-Institut für Wissenschaften und des Technions. Ab 1963 wurde die Institution Negev-Institut für höhere Bildung genannt.
1969 wurde durch einen Regierungsbeschluss das Institut zur Universität erklärt und Negev-Universität genannt. Nach dem Tod von Ben-Gurion (1973) erhielt die Universität seinen Namen.
Den größten bis heute andauernden Entwicklungsschub erfährt die Universität seit Beginn der 1990er Jahre. Zu Beginn der 1990er Jahre waren etwa 6000 Studenten eingeschrieben, 2005 betrug die Studentenzahl bereits 17.500, im Jahr 2020 lag sie bei 19.710 und 2023 bei 18.946.
Im Mai 2021 flohen Dutzende arabisch-israelische Studenten der Universität, nachdem sie von rechtsextremen Aktivisten auf dem Campus bedroht und mit Steinen beworfen worden waren, so dass sie sich in ihren Wohnheimen verstecken mussten. Die Rechtsextremen skandierten in Sprechchören „Tod den Arabern“ patrouillierten nach Aussagen der Geflohenen auf dem Campus gemeinsam mit der Polizei. Rechtsextreme Gruppen riefen zu Angriffen gegen arabische Einwohner der Stadt auf. Die Polizei verhaftete mehrere Palästinenser bei ihren Wohnheimen. Einige Angehörige des Lehrkörpers solidarisierten sich mit den inhaftierten Studenten. Aufgrund der Angriffe auf palästinensische Studenten wurden diese zum Teil von der Anwesenheitspflicht in Laborveranstaltungen befreit.

## Kritik
Im September 2010 riefen mehr als 250 südafrikanische Universitätsprofessoren (darunter Neville Alexander, Breyten Breytenbach, John Dugard, Antjie Krog und Achille Mbembe) mit Unterstützung von Desmond Tutu, Mahmood Mamdani und Ronnie Kasrils die Universität Johannesburg auf, ihre Beziehungen zur Ben-Gurion-Universität abzubrechen, da diese aktiv mit der israelischen Besatzung der palästinensischen Gebiete zusammenarbeite, an den „Apartheid-Methoden“ Israels beteiligt sei, die Freiheit der Wissenschaft und die Meinungsfreiheit gefährde, und weil „ihre Forschung zur Wasserversorgung zu Verstößen gegen die Menschenrechte beiträgt“.
Im Oktober 2015 unterzeichneten 343 britische Universitätsprofessoren und -lektoren (darunter Patrick Bateson von der University of Cambridge, Ted Honderich vom University College London, Tom Kibble vom Imperial College London und Richard Sennett von der London School of Economics) nach dem Vorbild des Boykotts gegen Südafrika unter dem Apartheidregime einen Aufruf für einen akademischen Boykott israelischer Hochschulen, da diese an israelischen Verstößen gegen internationales Recht beteiligt seien. Als Beispiel für diese Beteiligung wird die Ben-Gurion-Universität hervorgehoben, die „Forschung betreibt, welche die andauernde und sich verschärfende Diskriminierung der des israelischen Wasserversorgungssystems unterstützt, in dem israelische Siedler im besetzten Westjordanland fast unbegrenzten Zugang zu Wasser haben, während vielen Palästinensern nur ein paar Tropfen bleiben.“
Im Jahr 2020 erklärte die Universität, dass Studenten Kreditpunkte u. a. für freiwillige Mitarbeit bei der rechtsextremen Organisation »Im Tirtzu« erhalten können, obwohl die entsprechenden Kriterien besagen, dass die Aktivitäten von solchen Organisationen nicht politisch sein dürfen. 2010 und 2011 hatte Im Tirtzu in offenen Briefen an die Rektorin der Universität gefordert, Professoren aufgrund ihrer politischen Standpunkte zu maßregeln oder zurückzutreten; andernfalls würde Im Tirtzu Sponsoren der Universität auffordern, ihre Unterstützung einzustellen.
Im Jahr 2024 suspendierte die Universität den Informatik-Dozenten Dr. Sebastian Ben Daniel. Ben Daniel hatte die israelische Regierung und das israelische Militär in sozialen Medien scharf kritisiert und »Im Tirtzu« hatte seine Entlassung gefordert. Haʾaretz schrieb in einem Leitartikel dazu: »Die Ben-Gurion-Universität hat ihre Verpflichtung verraten, die Redefreiheit zu schützen. Präsident Prof. Daniel Haimovich und Rektor Prof. Chaim Hames müssen Ben Daniel sofort wieder einstellen.«

## Liste der Präsidenten der Universität
- Haim Hanani (1969–1973)
- Moshe Prywes (1973–1975)
- Yosef Tekoah (1975–1981)
- Shlomo Gazit (1982–1985)
- Chaim Elata (1985–1990)
- Avischai Brawerman (1990–2006)
- Rivka Carmi (ab 2006)
- Daniel Chamovitz

## Akademische Einheiten
- Medizinische Fakultät
- Naturwissenschaftliche Fakultät
- Geistes- und sozialwissenschaftliche Fakultät
- Ingenieurwissenschaftliche Fakultät
- Managementschule
- Nationales Institut für Biotechnologie
- Blaustein-Institut für Wüstenforschung
- Institut für angewandte Wissenschaften
- Ben-Gurion-Forschungsinstitut
- Zentrum für Internationale Studentenprogramme

## Standorte

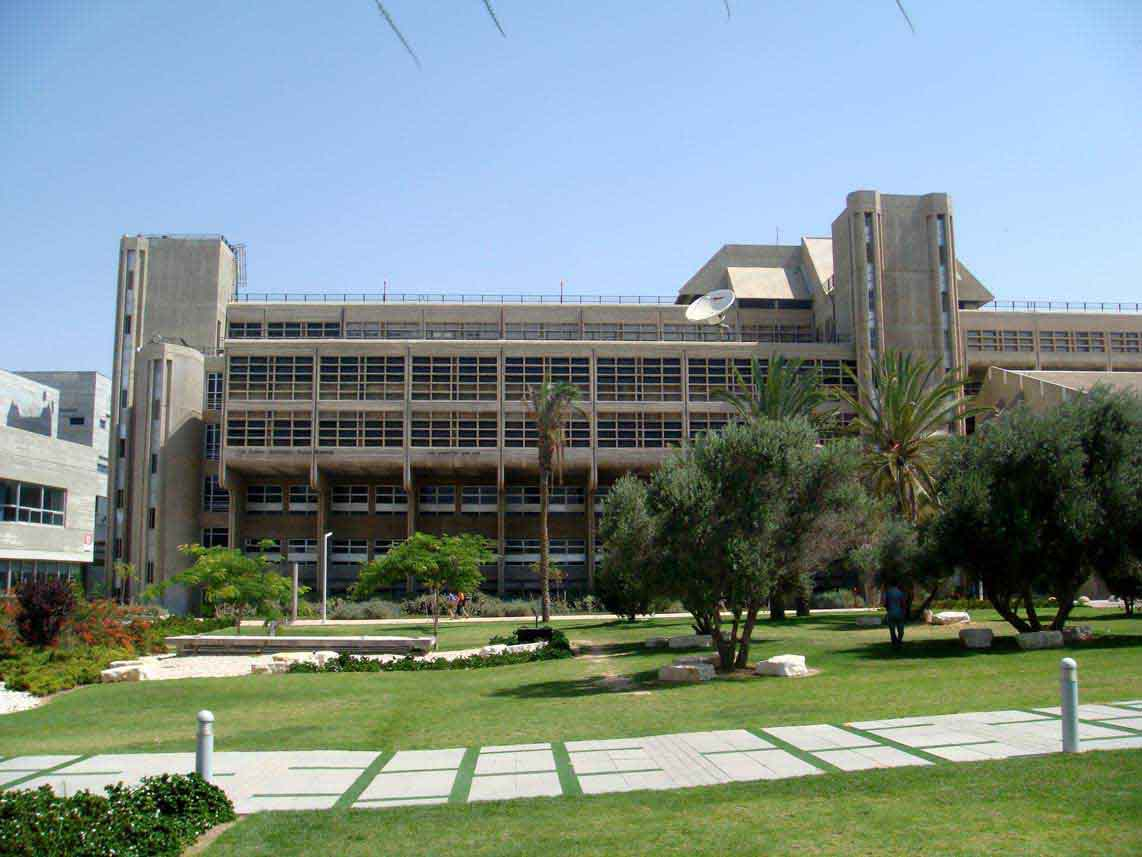
Zuker-Goldstein-Goran-Gebäude

Die Ben-Gurion-Universität im Negev ist über sechs Standorte verteilt:
In Beʾer Scheva:
- Hauptcampus, benannt nach der Familie Markus (the Markus Family Campus)
- Die medizinische Fakultät im Soroka Hospital (unmittelbar am Hauptcampus gelegen)
- Bergmann-Campus für angewandte Wissenschaften
- Tuviahu-Campus im Stadtzentrum. Dies ist der alte Campus und beherbergt ein Lehrerseminar.

Außerhalb:
- Blaustein-Institut für Wüstenforschung, das auch das nationale Solarforschungszentrum und das Ben-Gurion Forschungsinstitut beherbergt und Standort des Grabes von David Ben-Gurion ist; in der Ben-Gurion-Akademie (Midreschet Ben-Gurion), zwei Kilometer südlich vom Kibbutz Sede Boker.
- Campus Eilat: eine 2003 gegründete Zweigstelle der Universität, die akademische Studien in Eilat am Roten Meer ermöglicht.

Außerdem stehen das Achva College bei Kirjat Malachi, Sapir Academic College bei Sderot und das Arava College bei Ketura unter teilweiser akademischer Aufsicht der Universität.
Am 9. November 2020 wurde ein Forschungsinstitut für Landwirtschaft im indischen Chennai eröffnet. Forschungsschwerpunkt ist es geeignete Lösungen für die Bedürfnisse der indischen Wasser- und Lebensmittelversorgung zu finden.

## Internationale Studienprogramme
Neben den regulären Studienprogrammen werden mehrere spezielle Studienprogramme angeboten, die sich an ein internationales Studentenpublikum richten:
- ein englischsprachiges Masterprogramm in Nahoststudien (Master of Arts in Middle East Studies; MAPMES)
- ein englischsprachiger Medizinstudiengang in Kooperation mit der Columbia University mit Spezialisation in internationalen Gesundheitsfragen
- Spezialstudiengänge im internationalen Zentrum für Wüstenstudien
- Das „Ginsburg Ingerman Overseas Student Program“ (OSP) bietet ein- oder zweisemestrige Studiengänge an, die sich auf das Hebräischstudium und israel-/judentum-/nahostbezogene akademische Vorlesungen und Exkursionen spezialisieren. Außerdem wird eine internationale Sommeruniversität vom Zentrum durchgeführt (englischsprachig).
- Das Zentrum für Internationale Studentenprogramme (ZIS, der Name ist auf Deutsch) ist eine Untereinheit des Ginsburg Ingerman Overseas Student Program (OSP) und organisiert seit 1998 eine deutschsprachige Sommeruniversität. Dieses sechs Wochen dauernde Programm beinhaltet einen intensiven Hebräischkurs in allen Stufen (hebr. Ulpan), akademische Vorlesungen auf Deutsch und deutschsprachig geführte akademische Exkursionen. Die deutschsprachige Sommeruniversität ist das einzige akademische Programm in Israel, das speziell für das deutschsprachige Publikum zugeschnitten ist.
- Mit den deutschen Universitäten Rostock und Leipzig werden die Ausgrabungen um Qubur al-Walayida durchgeführt.

## Mit der Universität verbundene Persönlichkeiten
- Eli Amir (* 1937), Dozent, Schriftsteller
- Aharon Appelfeld (1932–2018), Professor, Schriftsteller
- Dan Bar-On (1938–2008), Professor, Psychologe, Friedensforscher
- Avishay Braverman (* 1948), Universitätspräsident, Politiker
- Riwka Carmi, erste Universitätspräsidentin Israels (2006), medizinische Forschung
- Shlomi Dolev, Professor, Informatiker
- Haim Hanani (1912–1991), Mathematiker und erster Rektor der Universität
- Samuel Hollander, Wirtschaftshistoriker
- Etgar Keret (* 1967), Schriftsteller, Dozent
- Benny Morris (* 1948), Historiker
- Marc Rich (1934–2013), Gründer des Rohstoffkonzerns Glencore und Mäzen
- Amos Oz (1939–2018), Professor, Schriftsteller
- Danny Rubinstein, Dozent, Journalist
- Silwan Schalom (* 1958) (Außenminister)
- Gonen Segev (* 1956) (Energie- und Infrastrukturminister)
- Alice Shalvi (1926–2023), Professorin, Anglizistin
- Carsten Peter Thiede (1952–2004), Professor, Historiker
- Mordechai Vanunu (* 1954), Nukleartechniker

## Sonstiges
- Der Hauptcampus ist der einzige in Israel mit einem unmittelbaren Bahnanschluss. 2005 wurde ein neuer Bahnhof auf der Bahnstrecke nach Tel Aviv durch Israel Railways gebaut, der mit der Universität über eine architektonisch bedeutsame Brücke verbunden ist.
- Die Gebäude der Universität sind von renommierten Architekten entworfen worden und sind speziell den klimatischen Gegebenheiten der Wüste angepasst.
- 2022 hielt die Präsidentin der Europäischen Kommission Ursula von der Leyen eine Rede an der Universität.[12]